# Държавен печат на наследството
Държавният печат на наследството (на китайски: 传国玺, на пинин: Chuánguó Xǐ) е най-известният императорски печат в китайската история. Той е смятан за върховния символ на законната власт и е представлявал физическото въплъщение на мандата на Небето, който давал правото на владетеля да управлява.

## Произход
Печатът е изработен през периода на Цинската династия (221–206 г. пр.н.е.) по заповед на Цин Шъхуан – първия император на обединен Китай. Той е изсечен от прочутия нефрит Хешиби (和氏璧), считан за безценен камък.

### Надпис
На печата е гравиран надписът:
受命于天，既寿永昌

 Shòu mìng yú tiān, jì shòu yǒng chāng

 „Получил небесния мандат, нека живее дълго и процъфтява вечно.“
Този надпис подчертава божествения произход на императорската власт.

## Историческа роля
Държавният печат на наследството е бил прехвърлян между различни китайски династии и е смятан за неоспорим символ на легитимно управление. Владеенето на печата е било от съществено значение за утвърждаването на законна власт и често е било причина за военни конфликти и политически борби.

## Изчезване
Смята се, че печатът е изгубен през размирния период на Петте династии и десетте царства (907–960 г.). Точната му съдба остава неизвестна, а около изчезването му съществуват множество легенди и спекулации. Някои историци предполагат, че печатът е бил унищожен, докато други вярват, че е бил скрит или загубен.
Съществуват три основни теории относно това кога и как е бил изгубен Държавният печат на наследството:
1. През 937 г., в края на династия Късна Тан (后唐)  Според тази теория, печатът е изгубен, когато последният император на Късна Тан, Ли Цзункъ (Li Congke), умира чрез самозапалване по време на падането на династията. В хаоса и разпада на властта, съдбата на печата става неизвестна.
2. През 946 г., при завладяването от династия Ляо (契丹)   Друга хипотеза гласи, че печатът е попаднал в ръцете на император Тайдзун от династия Ляо (Liao), след като той пленява последния император на Късна Дзин (Later Jin). След това няма ясни следи за по-нататъшната му съдба.
3. В ръцете на династия Юен (元朝)   Според трета теория, печатът е оцелял и по-късно е преминал в притежание на императорите на династия Юен, управлявана от монголите. Въпреки това, няма категорични исторически източници, които да потвърждават тази версия. За много историци това остава спорна и малко вероятна хипотеза.  Когато през 1369 г. армията на династия Мин превзема столицата на династия Юен (Даду, днешен Пекин), те успяват да заловят само един от единадесетте лични императорски печата на Юен. Държавният печат на наследството не е открит.  През 1370 г. войските на Мин нахлуват в територията на Северна Юен (остатък от Юенската династия), като пленяват част от съкровищата, които отстъпващият монголски император е отнесъл със себе си. Въпреки това, печата отново не е намерен.  Още в началото на управлението на династия Мин вече е било официално признато, че Държавният печат на наследството е изгубен. Нито династия Мин, нито династия Цин са го притежавали.  Загубата на печата допринася за обезценяването на неговото политическо значение. Това отчасти обяснява и обсесията на императорите от династия Цин да създадат множество нови императорски печати. В Забранения град в Пекин днес се съхранява колекция от 25 императорски печата, използвани само за официални държавни дела.

## Съвременни императорски печати на династия Цин

### "Печат на Великата Цинска империя" (1909–1911)
В началото на XX век, когато Цинската империя започва политически реформи с цел модернизиране на управлението, е създадена поредица от официални императорски печати за използване в държавната администрация.
Макар че запазват традиционната квадратна форма, тези печати са изработени от дърво, по образец на западните държавни печати. За разлика от по-ранните печати на Цин, които били надписани както на китайски, така и на манджурски, новите печати съдържали само китайски текст.
Четири печата са били изработени:
- "Печат на Великата Цин" (大清國寶)
- "Печат на императора на Великата Цин" (大清皇帝之寶)
- "Велик печат на Великата Цинска империя" (大清帝國之璽)
- "Печат на императора на Великата Цинска империя" (大清帝國皇帝之寶)